# Korisliiga
La Korisliiga è la massima competizione finlandese di pallacanestro organizzata dalla Suomen Koripalloliitto, ovvero la federazione cestistica della Finlandia.

## Storia
La prima edizione del campionato finlandese di pallacanestro si svolse nel 1939.
Il campionato è attualmente formato da 12 squadre, le quali si incontrano in stagione regolare rispettivamente due volte in casa e due volte in trasferta, per un totale di 44 partite complessive. Le prime otto classificate si qualificano per i playoff, i quali assegnano il titolo di campione nazionale.
La stagione regolare inizia solitamente durante il mese di ottobre, e termina ad aprile.

## Albo d'oro
- 1939  Ylioppilaskoripalloilijat
- 1940  Eiran Kisa-Veikot
- 1941  Kadettikoulu
- 1942 non disputato
- 1943 non disputato
- 1944  Helsingin Kiri-Veikot
- 1945  Helsingin Kiri-Veikot
- 1946  Helsingin NMKY
- 1947  Helsingin NMKY
- 1948  Helsingin Kiri-Veikot
- 1949  HOK-Veikot
- 1950  HOK-Veikot
- 1951  HOK-Veikot
- 1952  HOK-Veikot
- 1953  Pantterit
- 1954  Pantterit
- 1955  Pantterit
- 1956  Pantterit
- 1957  Pantterit
- 1958  KTP-Basket
- 1959  Pantterit
- 1960  ToPo Helsinki
- 1961  Hels. Kisa-Toverit
- 1962  Hels. Kisa-Toverit
- 1962-1963  Hels. Kisa-Toverit
- 1963-1964  Hels. Kisa-Toverit
- 1964-1965  Hels. Kisa-Toverit
- 1965-1966  ToPo Helsinki
- 1966-1967  KTP-Basket
- 1967-1968  Tapion Honka
- 1968-1969  Tapion Honka
- 1969-1970  Tapion Honka
- 1970-1971  Tapion Honka
- 1971-1972  Tapion Honka
- 1972-1973  Turun NMKY
- 1973-1974  Tapion Honka
- 1974-1975  Turun NMKY
- 1975-1976  Espoon Honka
- 1976-1977  Turun NMKY
- 1977-1978  ToPo Helsinki
- 1978-1979  Espoon Honka
- 1979-1980  Pantterit
- 1980-1981  ToPo Helsinki
- 1981-1982  Turun NMKY
- 1982-1983  ToPo Helsinki
- 1983-1984  Helsingin NMKY
- 1984-1985  Helsingin NMKY
- 1985-1986  ToPo Helsinki
- 1986-1987  Helsingin NMKY
- 1987-1988  KTP-Basket
- 1988-1989  Helsingin NMKY
- 1989-1990  UU-Korihait
- 1990-1991  KTP-Basket
- 1991-1992  Helsingin NMKY
- 1992-1993  KTP-Basket
- 1993-1994  KTP-Basket
- 1994-1995  Kouvot Kouvola
- 1995-1996  ToPo Helsinki
- 1996-1997  ToPo Helsinki
- 1997-1998  ToPo Helsinki
- 1998-1999  Kouvot Kouvola
- 1999-2000  Namika Lahti
- 2000-2001  Espoon Honka
- 2001-2002  Espoon Honka
- 2002-2003  Espoon Honka
- 2003-2004  Kouvot Kouvola
- 2004-2005  LrNMKY
- 2005-2006  LrNMKY
- 2006-2007  Espoon Honka
- 2007-2008  Espoon Honka
- 2008-2009  Namika Lahti
- 2009-2010  Tampereen Pyrintö
- 2010-2011  Tampereen Pyrintö
- 2011-2012  Bisons Loimaa
- 2012-2013  Bisons Loimaa
- 2013-2014  Tampereen Pyrintö
- 2014-2015  Joensuun Kataja
- 2015-2016  Kouvot Kouvola
- 2016-2017  Joensuun Kataja
- 2017-2018  Kauhajoen Karhu
- 2018-2019  Kauhajoen Karhu
- 2019-2020 non assegnato
- 2021-2022  Kauhajoen Karhu
- 2022-2023  Helsinki Seagulls
- 2023-2024  Nokia

## Vittorie per club
| Club                      | Titoli | Città        | Anni                                                                               |
| ------------------------- | ------ | ------------ | ---------------------------------------------------------------------------------- |
| Pantterit                 | 14     | Helsinki     | 1944, 1945, 1948, 1949, 1950, 1951, 1952, 1953, 1954, 1955, 1956, 1957, 1959, 1980 |
| Tapiolan Honka            | 13     | Espoo        | 1968, 1969, 1970, 1971, 1972, 1974, 1976, 1979, 2001, 2002, 2003, 2007, 2008       |
| ToPo Helsinki             | 9      | Helsinki     | 1960, 1966, 1978, 1981, 1983, 1986, 1996, 1997, 1998                               |
| Helsingin NMKY            | 7      | Helsinki     | 1946, 1947, 1984, 1985, 1987, 1989, 1992                                           |
| KTP-Basket                | 6      | Kotka        | 1958, 1967, 1988, 1991, 1993, 1994                                                 |
| Hels. Kisa-Toverit        | 5      | Helsinki     | 1961, 1962, 1963, 1964, 1965                                                       |
| Turun NMKY                | 4      | Turku        | 1973, 1975, 1977, 1982                                                             |
| Kouvot Kouvola            | 4      | Kouvola      | 1995, 1999, 2004, 2016                                                             |
| Tampereen Pyrintö         | 3      | Tampere      | 2010, 2011, 2014                                                                   |
| Namika Lahti              | 2      | Lahti        | 2000, 2009                                                                         |
| LrNMKY                    | 2      | Lappeenranta | 2005, 2006                                                                         |
| Bisons Loimaa             | 2      | Loimaa       | 2012, 2013                                                                         |
| Joensuun Kataja           | 2      | Joensuu      | 2015, 2017                                                                         |
| Kauhajoen Karhu           | 2      | Kauhajoki    | 2018, 2019                                                                         |
| Nokia                     | 1      | Nokia        | 2024                                                                               |
| Helsinki Seagulls         | 1      | Helsinki     | 2023                                                                               |
| UU-Korihait               | 1      | Uusikaupunki | 1990                                                                               |
| Kadettikoulu              | 1      | Helsinki     | 1941                                                                               |
| Eiran Kisa-Veikot         | 1      | Helsinki     | 1940                                                                               |
| Ylioppilaskoripalloilijat | 1      | Helsinki     | 1939                                                                               |

## Premi e riconoscimenti
- Korisliiga MVP
- Korisliiga MVP finali
- Korisliiga allenatore dell'anno
- Korisliiga miglior giovane
- Korisliiga sesto uomo
- Korisliiga giocatore più migliorato
- Korisliiga miglior difensore